# Belägringen av Pskov 1615
Belägringen av Pskov inleddes av den svenske befälhavaren Jacob De la Gardie i juli månad 1615. Pskov var då en mycket starkt befäst stad med cirka 14 000 invånare. 

## Belägringen
Den 3 juli 1615 reste Gustav II Adolf till Ryssland med förstärkningar. Fem dagar senare anlände han till staden Narva, för att sedan marschera mot belägringen i Pskov. Gustav Adolf anlände till de svenska lägret den 29 juli där Evert Horn var befäl: De la Gardie var upptagen med fredsförhandlingarna i Novgorod. Redan nästa dag ställde Gustav Adolf upp sina styrkor framför staden. De försvarande Kosackerna gjorde ett utfall mot armén; Horn stupade under striden. Den planerade stormningen kunde ej förföljas då artilleriet led av brist på ammunition. 
Den 15 augusti stupade överstekvartermästaren och teknikexperten Robert Moore. Staden omringades nu när ytterligare förstärkningar anlände. Under tiden fortsatte fredsförhandlingarna i Novgorod. De polska och även engelska diplomaterna som medverkade tyckte inte att svenskarna skulle fortsätta belägringen medan förhandlingar om fred pågick, men Gustav II Adolf var ståndaktig. Artilleriet led mer och mer brist på ammunition; i september bombarderade det svenska artilleriet ändå mer än vanligt. Tursamt för den svenska armén anlände den 28 september ammunition. 
Den 9 oktober stormade svenskarna men misslyckades. Cirka 20 man stupade vid försöket. Ytterligare ett försök gjordes dagen efter, den 10 oktober med att bombardera staden. Ett tjugo tal hus brann ner. Under bombardemanget exploderade dock ett svenskt krutförråd. Efter någon vecka drog sig den svenska hären tillbaka. De engelska fredsförhandlarna i Novgorod förstod inte varför svenska hären drog sig tillbaka och trodde att de hade fått Gustav II Adolf att avsluta sina krigshandlingar.